# Saab Viggen
Die Saab JA 37 Viggen (deutsch für Donnerkeil bzw. Reiherente) ist ein schwedisches strahlgetriebenes, einsitziges Kampfflugzeug. Die Bezeichnung JA steht für Jakt och Attack (schwedisch für Jagd und Angriff).

## Entstehungsgeschichte
Schwedens Verteidigungssystem sieht in Kriegszeiten die Nutzung von hochleistungsfähigen Kampfflugzeugen auf Start- und Landebahnen jeder Länge vor, was diesen Maschinen STOL-Eigenschaften (kurze Start- und Landestrecken in Verbindung mit hohen Sinkraten) abverlangt. Der als Nachfolger für die Saab 35 Draken für diese schwierigen Anforderungen entwickelte Vielzwecktyp war die Saab Viggen. Erste Studien für das System 37 der schwedischen Luftwaffe (Flygvapnet), aus dem die Saab 37 hervorging, begannen bereits 1952. Gefragt war ein vielseitiges Kampfflugzeug, das sowohl als Jäger als auch für Angriffe auf Bodenziele und für die Aufklärung adaptiert werden konnte. Insgesamt war ein vollkommen integriertes Luftverteidigungs-Waffensystem in Anlehnung an amerikanische Vorbilder gefordert, für die das neue Flugzeug die fliegende Komponente sein sollte. Die eigentlichen Entwicklungsarbeiten für die Viggen begannen dann 1962. Saab prüfte während der Entwicklung über 100 verschiedene Konfigurationen und wählte ein mit Elevonen bestücktes Deltaflügeltragwerk, ergänzt durch Canards, die zusätzlichen Auftrieb lieferten. An der Hinterkante der Canards befanden sich als Auftriebshilfen für Start und Landung Klappen. Diese Lösung in Verbindung mit dem leistungsstarken Triebwerk RM8, einem ursprünglich zivilen Pratt & Whitney JT8D, das von Volvo Flygmotor mit einem Nachbrenner ausgerüstet wurde, erbrachte die gewünschte Kurzstarteigenschaft. Das Fahrwerk wurde für harte Landungen mit großen Sinkgeschwindigkeiten bis 5 m/s ausgelegt. Die nach dem Aufsetzen wahlweise automatisch aktivierte Schubumkehr half die Landestrecke deutlich zu verkürzen. Die Viggen war trotz der Canards aerodynamisch stabil ausgelegt, während dies bei modernen Canardauslegungen zur Verringerung des Widerstands und zum Zwecke hoher Agilität meist nicht mehr der Fall ist. Die Planungen in der Mitte der 1960er-Jahre sahen die Beschaffung von 832 Flugzeugen vor. Der prägnante und doppeldeutige Name Donnerkeil und Reiherente wurde von den Ingenieuren bewusst mit dem Bezug auf die damals noch recht ungewöhnlich Auslegung mit Canards gewählt.
Die erste von sieben Prototypen Viggen (37-1) hob am 8. Februar 1967 mit Erik Dahlström in Linköping zum Erstflug ab. Einen Monat später ging der erste Serienauftrag für 100 Maschinen ein, darunter 17 doppelsitzige Trainer Sk 37. Das erste Serienflugzeug flog am 23. Februar 1971. Es ging an das Geschwader F 7 in Såtenäs, das ab Juni auf das neue Muster AJ 37 umrüstete und 1972 eine erste Staffel einsatzbereit hatte. Die erste Schulmaschine Sk 37 wurde 1972 ausgeliefert.

## Varianten
AJ 37 Viggen (Jagdbomber)

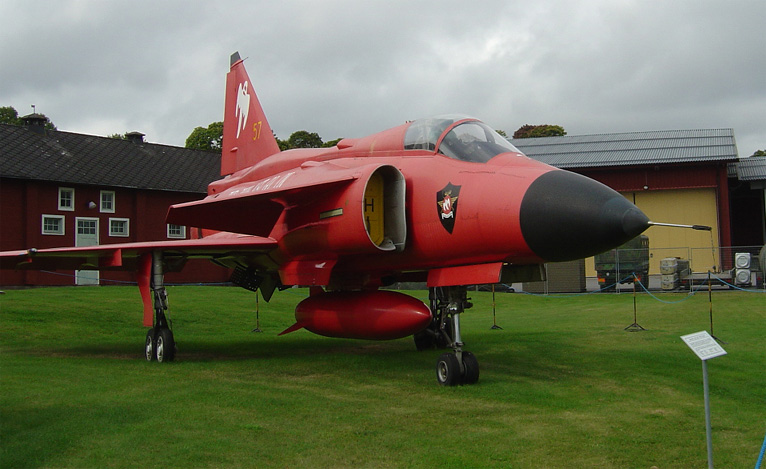
AJ 37 Viggen

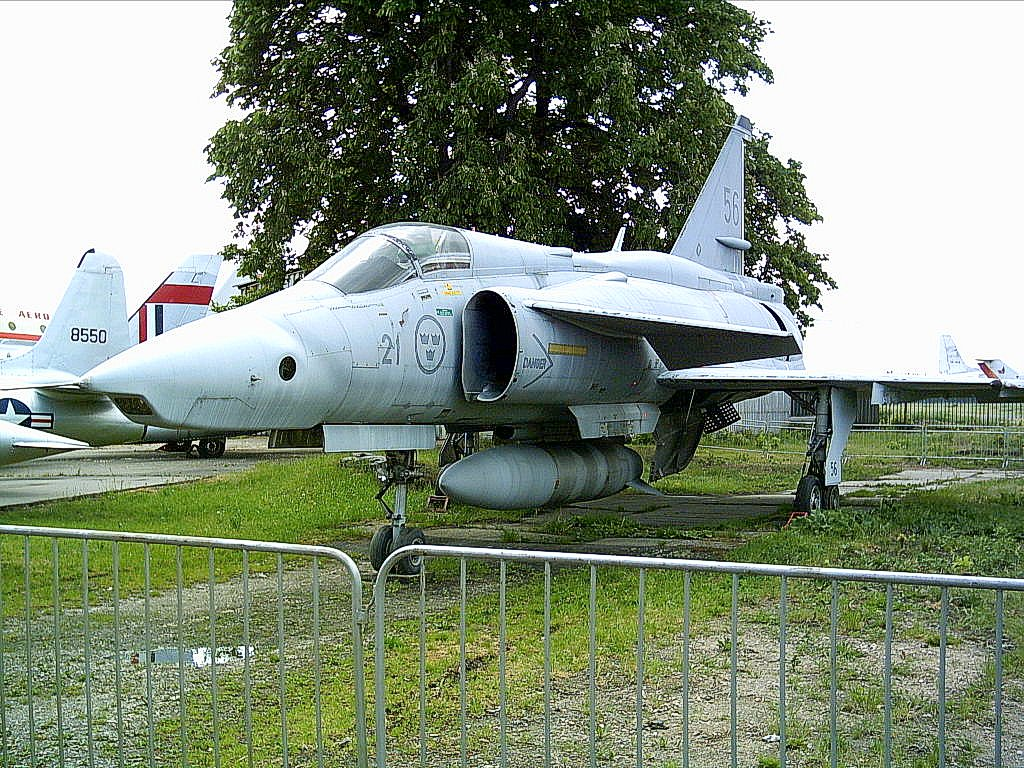
SF 37 Viggen

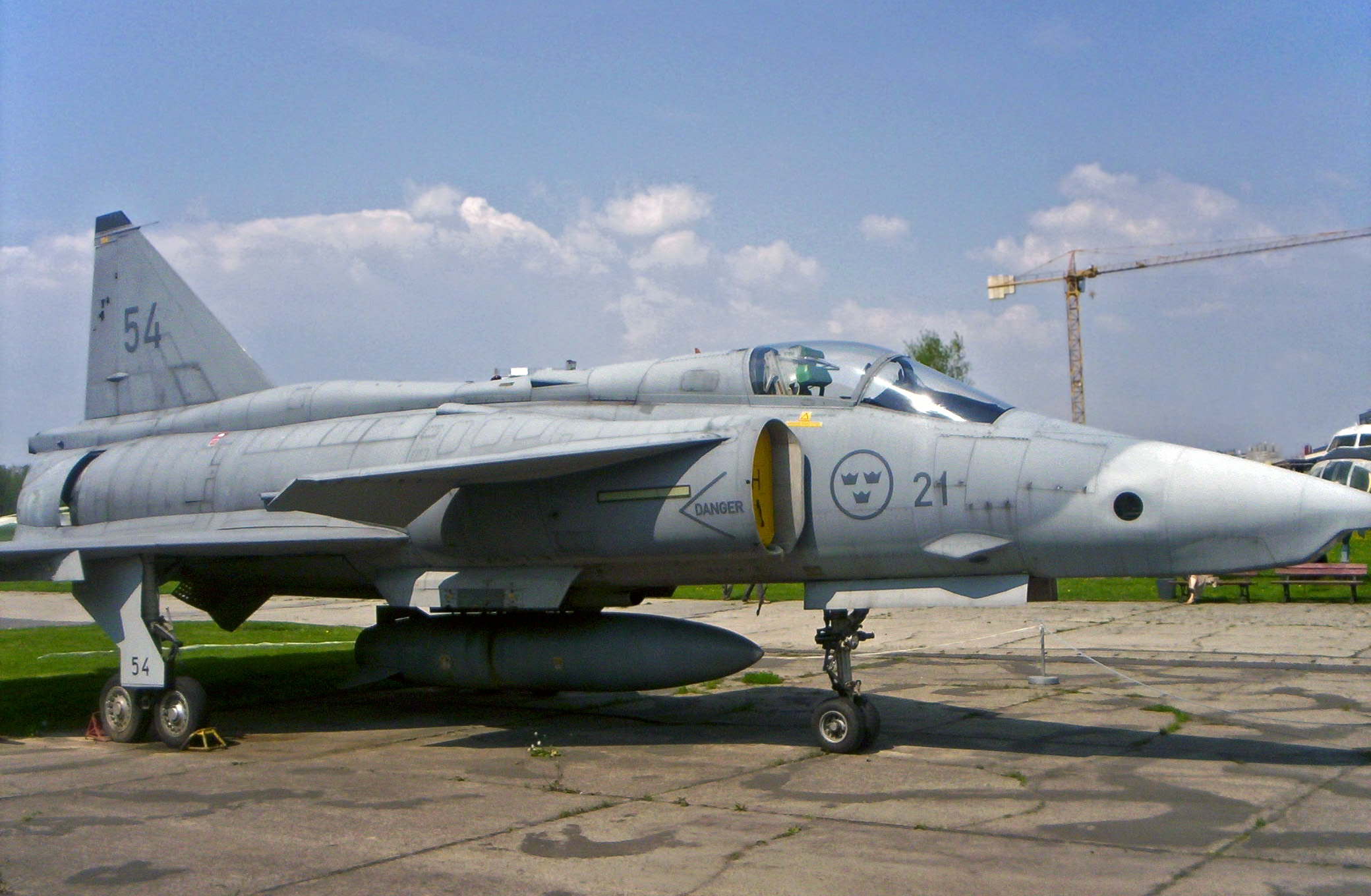
SF 37 Viggen

Das Mehrzweckflugzeug; 108 hergestellt.
SF 37 Viggen (Aufklärer); 28 hergestellt.
1971 entstand ebenfalls der Aufklärer SF 37, der die vorhandenen Aufklärerversionen der Lansen und der Draken ablösen sollte. Die SF 37 besaß Kameras im konusförmigen Rumpfbug und verzichtete dafür auf das Bordradar.
SH 37 Viggen (Seeüberwachung); 27 hergestellt.
Für die Seeüberwachung entstand die spezielle Aufklärerversion SH 37.
Sk 37 Viggen (Trainerausführung); 17 hergestellt.
Als zweisitzige Trainerausführung entstand auf Basis der AJ 37 die Sk 37. Nach anfänglichen Strukturproblemen bei den ersten Serienmaschinen erwies sich das Muster als gelungener Entwurf.
JA 37 Viggen (Abfangjäger); 149 hergestellt.
Die Lieferung der von den Systemen her wesentlich geänderten Jagdversion JA 37 folgten ab 1978. Der Abfangjäger JA 37 hatte den Rumpf der AJ 37 mit dem Heck des Trainers Sk 37, stärkere Triebwerke und Elektronik sowie Bewaffnung, die auf die Abfangaufgabe zugeschnitten war. Insgesamt fünf Prototypen entstanden, von denen der erste 1974 flog. Die ersten der 149 JA 37 traten 1979 ihren Dienst an. Sie wurden dann im Laufe der Jahre verbessert, zum Beispiel durch die Möglichkeit, AMRAAM einzusetzen. Das elektronische Herz dieser Variante ist das Radar Ericsson UAP-1023 (PS-46/A), das als erstes Puls-Doppler-Radar der Welt in Produktion ging. Obwohl beachtliche Bewaffnung unter den Tragflächen transportiert werden kann, ist sie generell auf Lenkwaffen des Typs RB 71 Sky Flash und IR-Lenkraketen RB 24/74 Sidewinder beschränkt.
Bei der Auslieferung der letzten Maschinen im Juni 1990 rüstete die Viggen acht Jagdstaffeln, drei Aufklärungsstaffeln und fünf Angriffsstaffeln der Flygvapnet aus. Durch massive Sparmaßnahmen nach dem Zusammenbruch der Sowjetunion sowie die Einführung der Nachfolgerin JAS 39 Gripen wurde bereits in den 1990er-Jahren mit der Reduzierung der Viggen-Bestände begonnen. 2005 wurde die letzte Viggenstaffel aufgelöst, wobei die endgültige Ausmusterung 2007 stattfand.
Insgesamt endete die Produktion der Viggen nach 329 Maschinen, angestrebte Exporte konnten nicht realisiert werden.
Das Flugzeug wurde mehreren Verbesserungen und Umbauten unterzogen. Die letzte im Einsatz befindliche Version war das „D“-Modell mit den gleichen Waffen- und Kommunikationssystemen wie die heutige Gripen.
Am 26. Juni 2007 absolvierten die letzten beiden militärisch/operationell genutzten Viggen ihren letzten Flug. Das letzte Display flog Viggen 37809 am 1. September 2007 in Linköping anlässlich der Airshow zur 70-Jahr-Feier der schwedischen Luftstreitkräfte.

## Technische Daten
| Kenngröße             | Daten |
| --------------------- | --- |
| Besatzung             | 1 |
| Länge                 | - Rumpf: 15,60 m - Gesamt: 16,40 m |
| Spannweite            | - Flügel: 10,60 m - Canards: 5,45 m |
| Höhe                  | 5,90 m |
| Flügelfläche          | 52,20 m² (inklusive Canards) |
| Leermasse             | 9900 kg |
| normale Startmasse    | - Jagdeinsatz: 16.500 kg - Kampfeinsatz: 18.500 kg |
| max. Startmasse       | 20.500 kg |
| Tankinhalt            | 4600 kg |

Dreiseitenriss Saab J 37 Viggen

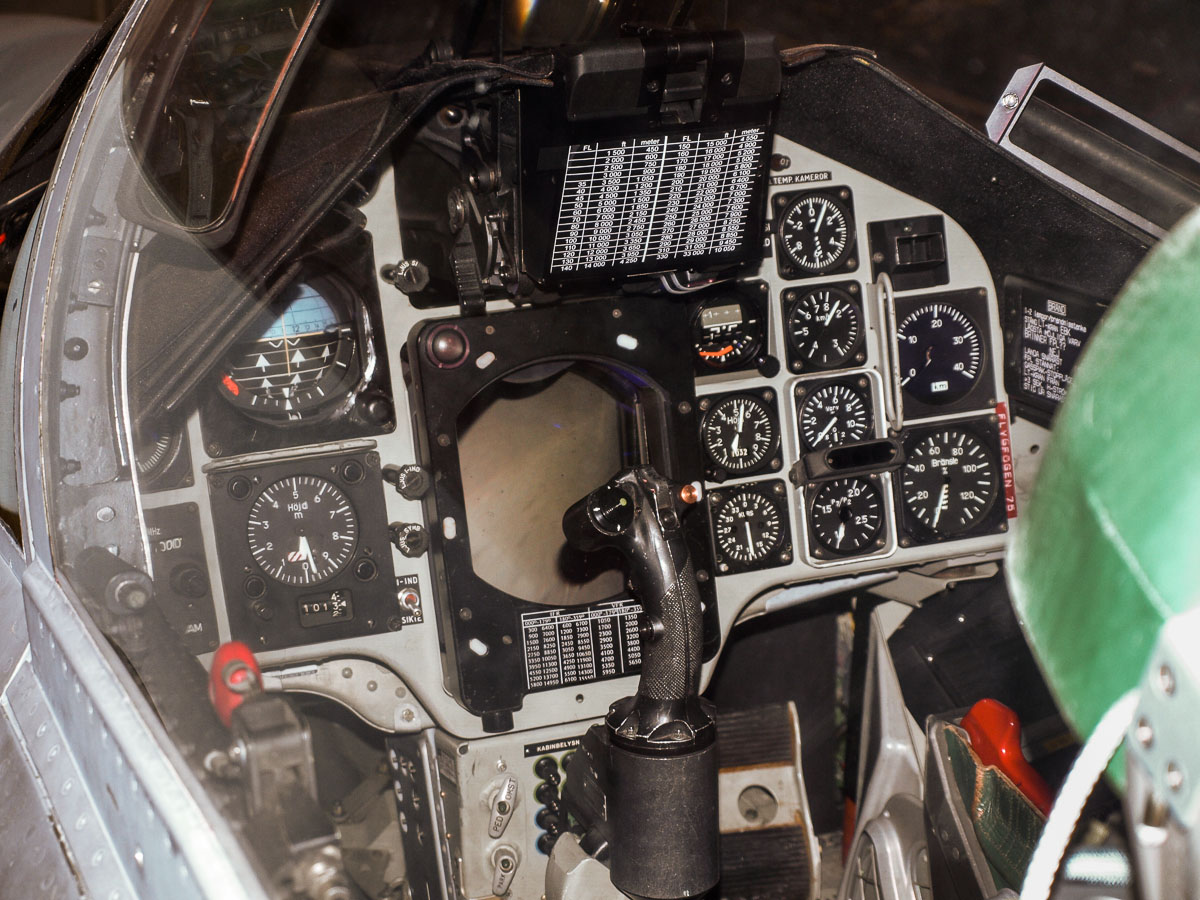
Cockpit einer AJSF 37 Viggen

| Triebwerk             | - JA 37: Zweistrom-Strahltriebwerk Volvo Flygmotor RM8B mit 125,04 kN Schub (mit Nachbrenner) - sonst: Zweistrom-Strahltriebwerk Volvo Flygmotor RM8A mit 115,6 kN Schub (mit Nachbrenner) |
| Höchstgeschwindigkeit | - 2126 km/h bzw. über Mach 2 auf 10.975 m - 1410 km/h in Bodennähe |
| Landegeschwindigkeit  | 220 km/h |
| Dienstgipfelhöhe      | 18.300 m |
| max. Steigrate        | 207,80 m/s |
| Steigleistung         | 1:40 min auf 10.000 m Höhe |
| Reichweite            | 2000 km |
| g-Limit               | −3/+7g |
| Startstrecke          | 400 m |
| Landestrecke          | 450 m |

## Bewaffnung
festinstalliert im Bug:
- 1 × 30-mm-Maschinenkanone Oerlikon KCA mit 150 Schuss Munition (nur JA 37)

Waffenzuladung von 6000 kg an vier Unterflügelstationen und drei Unterrumpfstationen
Luft-Luft-Lenkflugkörper
- 6 × LAU-7-Startschiene für je eine RB24 / RB24J (Robotsystem 24, schwedische Lizenzproduktion der Ford AIM-9B / AIM-9J bzw. P-3 „Sidewinder“) – infrarotgesteuert für Kurzstrecken
- 6 × LAU-7-Startschiene für je eine RB74 (Robotsystem 74, schwedische Lizenzproduktion der Raytheon AIM-9L „Sidewinder“) – infrarotgesteuert für Kurzstrecken
- 6 × Startschiene für je eine RB71 „Robotsystem 71“ (schwedische Lizenzproduktion der BAe „Sky Flash“) – halbaktiv radargesteuert für Mittelstrecken
- 6 × LAU-106-Startschiene für je eine RB99 (Robotsystem 99, schwedische Lizenzproduktion der Raytheon AIM-120B „AMRAAM“) – halbaktiv radargesteuert für Mittelstrecken

Luft-Boden-Lenkflugkörper
- 2 × RB04E bzw. Saab 304 – radargesteuerter Seezielflugkörper
- 6 × RB05A bzw. Saab 305 – funkgesteuert
- 6 × LAU-117A-Startschiene für je eine Saab RB75 (Robotsystem 75, schwedische Lizenzproduktion der AGM-65A „Maverick“) – fernsehbildgelenkt zur Panzerbekämpfung
- 4 × Saab Bofors RBS-15F (Robotsystem 15) – radargesteuerter Seezielflugkörper

Ungelenkte Luft-Boden-Raketen
- 4 × Bofors-M70X-Raketen-Rohrstartbehälter für je sechs ungelenkte Luft-Boden-Raketen; Kaliber 135 mm

Ungelenkte Bomben
- 4 × M63FFV 120-kg-Freifallbombe
- 4 × Virgo 120-kg-Streubombe
- 4 × Bombkapsel BK 90 „Mjolner“ (DASA DWS 39, trägheitsnavigationsgelenkte 600-kg-Gleit-/Schüttbombe mit 72 × MJ-1-Splittergranaten gegen Panzerverbände)
- 4 × LEPUS-Leuchtfackelbombe 80 kg (Beleuchtungsmittel)

Externe Behälter
- 2 × SKa 34-75 Aufklärungsbehälter
- 2 × Laser-Reflektor Saab BT-53
- 2 × Maschinenkanonenbehälter mit einer 30-mm-Maschinenkanone ADEN Akan M/55 mit 150 Schuss Munition
- 1 × großer Unterrumpftank (Zusatztank für 1200 kg Kerosin)

## Selbstverteidigungssysteme
Aktive Maßnahmen
- 2 × Ericsson Saab Avionics U95 – externer ECM-Störbehälter (auch als Erijammer 200 oder „KA“ bezeichnet)
- 2 × Ericsson Saab Avionics Erijammer A110 – externer ECM-Störbehälter
- 2 × Philips/Bofors BOX-9 – externer Behälter mit Täuschkörperwerfer (auch als Kapsel B oder KB, im Export als BOZ-100 bekannt)
- 2 × CelsiusTech BOY-401 – Täuschkörperwerfer (auch als BOP/A bezeichnet) mit je 32 Täuschkörpern (Düppel-Patronen oder Hitzefackeln)
- 2-6 × LAU-128-Startschienen mit BOL-451-Täuschkörperwerfern

Passive Maßnahmen
- 2 × ESM-Gondel mit Radarwarnsensor